# USS Minnesota (SSN-783)
USS Minnesota (SSN-783) — десятая подводная лодка США класса «Вирджиния», третий корабль в составе ВМС США, названный в честь штата Миннесота.
Заложена 20 мая 2011 года.
Строительство прочного корпуса было завершено в мае 2012 года, когда все его секции были соединены в единый герметичный корпус.
27 октября 2012 года лодка прошла церемонию крещения.
В мае 2013 года успешно завершила первый этап морских ходовых испытаний.
6 июня 2013 года лодка была передана флоту, с опережением графика на 11 месяцев.
7 сентября 2013 года лодка была принята в состав подводных сил ВМС США.
«Миннесота» (с конца 2014 года) как и еще 2 лодки этого класса «Северная Дакота» и «Джон Уорнер» (с 2015 года) находились на ремонте — выявлены производственные дефекты в двигательной установке — нарушения тех пребований при сборке парогенератора и некачественная сварка. Ремонт на «Миннесоте» был закончен в 2016 году.
С марта 2022 года портом приписки лодки является объединённая база Пёрл-Харбор — Хикэм.